# Ganga Rani
Ganga Rani, död efter 1601, var regerande drottning av Kungariket Bhaktapur mellan 1558 och till okänd tidpunkt (hon nämns sist 1601). Hon besteg tronen som änka efter Vishva Malla, och regerade som samregent med sina söner.